# 恋し恋しや
『恋し恋しや』（こいしこいしや）は、里アンナのデビューアルバム。2005年6月22日発売。発売元はチャプター・ワン/コロムビア。

## 収録曲
1. 恋し恋しや
  - 作詞：里アンナ・菅井えり、作曲・編曲：菅井えり

タイトル曲。
2. あなたしかいなくて
  - 作詞：里アンナ、作曲：吉岡一政、編曲：永島広
3. コノソラの先
  - 作詞：理乃、作曲：吉岡一政、編曲：渡辺雅二
4. MOON BEACH
  - 作詞：里アンナ、作曲・編曲：城之内ミサ
5. 月の足跡
  - 作詞：里アンナ、補作詞・作曲・編曲：菅井えり
6. 俊良主節
  - 奄美大島民謡・編曲：菅井えり
7. ふるさと
  - 作詞：高野辰之、作曲：岡野貞一、編曲：菅井えり

日本香堂「毎日ローソク」のCMソングに起用された。